# Atletico Roma
AS Atletico Roma Football Club (w skrócie Atletico Roma) – włoski klub piłkarski, mający swoją siedzibę w stolicy kraju – Rzymie.

## Historia
Chronologia nazw:
- 1998: Cisco Tor Sapienza
- 2002: Cisco Collatino – po fuzji z G.S. Collatino
- 2003: Cisco Calcio
- 2005: Associazione Sportiva Cisco Calcio Roma – po fuzji z Cisco Lodigiani Roma
- 2010: Atletico Roma Football Club
- 2011: klub rozwiązano

Piłkarski klub A.S. Cisco Calcio Roma został założony w Rzymie w 2005 roku w wyniku fuzji klubów Cisco Lodigiani Roma i Cisco Calcio, który powstał w 1998 jako Cisco Tor Sapienza. Zespołowi udało się w krótkim czasie dotrzeć do kategorii Eccellenza, ale w sezonie 2001/02 firma Cisco porzuciła Tor Sapienza i kupiła G.S. Collatino amatorski klub założony w 1968 roku z siedzibą w pobliżu Centocelle w Rzymie. Nowy klub otrzymał nazwę Cisco Collatino, a w 2003 zmienił nazwę na Cisco Calcio Roma. W sezonie 2004/05 zespół występował w Serie D.
W 2005 po utworzeniu klub zajął miejsce Lodigiani w Serie C2. W sezonie 2005/06 zajął 6.miejsce w grupie C. W następnym sezonie po zajęciu drugiego miejsca w grupie B, zakwalifikował się do rundy play-off, ale przegrał w finale z Reggianą. Sezon 2007/08 zakończył na 9.pozycji, a w 2009 był szóstym w grupie. W sezonie 2009/10 zajął trzecie miejsce w grupie C Lega Pro Seconda Divisione i awansował do Lega Pro Prima Divisione. Przed sezonem 2010/11 zmienił nazwę na Atletico Roma FC. Po zajęciu trzeciego miejsca w grupie B, zakwalifikował się do rundy play-off, ale przegrał w finale z Juve Stabia. 19 lipca 2011 klub niespodziewanie został rozwiązany.

## Sukcesy

### Trofea międzynarodowe
Nie uczestniczył w rozgrywkach europejskich (stan na 31-12-2016).

### Trofea krajowe
| \| \| Zdobyte trofea w rozgrywkach Włoch (stan na: 31-05-2017) \| |                                                          |      |          |
| Rozgrywki                                                         | Osiągnięcie                                              | Razy | Sezon(y) |
| · Mistrzostwo                                                     | I miejsce                                                | 0    |          |
| · Mistrzostwo                                                     | II miejsce                                               | 0    |          |
| · Mistrzostwo                                                     | III miejsce                                              | 0    |          |
| · Puchar                                                          | zdobywca                                                 | 0    |          |
| · Puchar                                                          | finalista                                                | 0    |          |
| II liga                                                           | I miejsce                                                | 0    |          |
| II liga                                                           | II miejsce                                               | 0    |          |
| II liga                                                           | III miejsce                                              | 0    |          |
| Włochy                                                            | Zdobyte trofea w rozgrywkach Włoch (stan na: 31-05-2017) |      |          |

- Serie C1:
  - 3.miejsce: 2010/11 (grupa B)

## Stadion
Klub rozgrywa swoje mecze domowe na stadionie Stadio Flaminio w Rzymie, który może pomieścić 32000 widzów.